# Battle Picture Weekly
Battle Picture Weekly, dont le nom a parfois été changé en  Battle Action, Battle Action Force, Battle et Battle with Storm Force, est un magazine de bande dessinée anglais publié par IPC Media du 8 mars 1975 au 23 janvier 1988, avant d'être fusionné avec Eagle. Spécialisé dans les récits de guerre, ceux-ci se déroulent principalement durant la seconde Guerre mondiale mais d'autres conflits sont aussi évoqués.
Une particularité de ce magazine était la présence d'un courrier des lecteurs dans lequel des lecteurs racontaient des exploits de leur père ou de leur grand-père durant l'une des deux guerres mondiales.

## Historique

### Origines
En 1974, voyant le succès du magazine de bande dessinée de guerre Warlord publié par D. C. Thomson & Co. Ltd, IPC engage les scénaristes indépendants Pat Mills et John Wagner pour éditer un magazine semblable. Mills et Wagner appellent un autre scénariste indépendant, Gerry Finley-Day, pour les aider à créer des séries. Dave Hunt est nommé responsable éditorial après huit numéros. Doug Church participe aussi beaucoup au titre en tant que Creative Editor sur les couvertures, la mise en page, etc. Lorsque le titre connaît le succès, Mills part créer Action et 2000 AD, pendant que Wagner est appelé pour relancer Valiant. Cette tentative est un échec et Valiant est fusionné avec Battle le 23 octobre 1976. Pendant quelque temps le magazine est nommé Battle Picture Weekly and Valiant. Action est aussi fusionné avec Battle le 19 novembre 1977. Le magazine est alors renommé Battle Action. En 1979, Terry Magee est nommé responsable éditorial et Dave Hunt devient l'éditeur du nouveau  Eagle en 1982. En 1982 le magazine est de nouveau renommé enBattle.

### Liens avecAction Force
De 1983 à 1986, le magazine publie plusieurs histoires mettant en scène les héros de la série de figurines Action Force distribuées par Palitoy. Les personnages d'Action Force sont tout d'abord présents dans un comic strip pendant quatre semaines en juillet 1983. Ce strip s'avère si populaire que par la suite cinq mini-comics promotionnels sont ajoutés gratuitement dans chacun des magazines publiés par IPC publication. À partir du 8 octobre 1983, la présence d'Action Force est constante dans Battle qui est renommé Battle Action Force.
La popularité des figurines est telle que Battle est presque entièrement consacré à celles-ci au détriment de séries plus anciennes.
De 1984 à 1985, Palitoy utilise le magazine pour promouvoir les jouets avec des concours, des offres publicitaires et un fan-club. Mais fin Palitoy perd les droits d'Action Force qui sont repris par Marvel UK. Le magazine retrouve alors son nom précédent, Battle (1986). Il est ensuite renommé en Battle with Storm Force en 1987 avant d'être fusionné avec Eagle en 1988.

### Noms
Le magazine s'est donc appelé: 
- Battle Picture Weekly (8 Mars 1975 numéro 1 – 16 Octobre 1976  numéro 85)
- Battle Picture Weekly and Valiant (23 Octobre 1976 #86 – 1 Octobre 1977 #135)
- Battle Picture Weekly (8 Octobre 1977  #136 – 11 Novembre 1977 #141)
- Battle-Action (19 Novembre 1977 #142 – 1 Juillet 1978 #175)
- Battle Action (8 Juillet 1978 #176 – 4 Octobre 1980 #283) : le logo est toujours Battle-Action
- Battle Action (11 Octobre 1980 #284] – 25 Juillet 1981 #325]) : le logo est maintenant Battle Action
- Battle (1 Août 1981 #326] – 1 Octobre 1983 #439)
- Battle Action Force (8 Octobre 1983 #440] – 29 Novembre 1986 #604]
- Battle (6 Décembre 1986 #605] – 17 Janvier 1987 #611]
- Battle Storm Force 24 Janvier 1987 #612] – 23 Janvier 1988 #664)

## Postérité
En septembre 2020, Rebellion édite un numéro spécial de 100 pages de Battle. Intitulé Battle of Britain Special, il comporte dix histoires originales de divers auteurs. Plusieurs personnages des anciens numéros de Battle sont repris dont El Mestizo, écrit par Alan Hebden et Rat Pack de Garth Ennis. D'autres histoires présentent de nouveaux personnages comme War Child de Dan Abnett, produit en association avec War Child.
En juin 2022 Rebellion publie un hardcover Battle Action Special avec de nouvelles histoires écrites par Garth Ennis avec plusieurs dessinateurs.
À partir de mai 2023, Rebellion publie une mini-série de cinq épisodes de Battle Action, avec dans chaque numéro deux histoires complètes.